# Осока похилена
Осока похилена (Carex demissa) — багаторічна трав'яниста рослина родини осокові (Cyperaceae), поширена в західній і центральній Європі, північно-західній Африці й південній Ґренландії. Етимологія: лат. demissus — «невисокий, підвішений».

## Опис
Багаторічна трав'яниста рослина, яка утворює невеликі, міцні скупчення. Має гладкі тупо-трикутні стебла 10–30(45) см завдовжки. Стебла, як правило, такої ж довжини або трохи довші, ніж листя. Листки 2–4(9) мм завширшки, яскраво-зелені, трохи жорсткі; нижня частина листків має солом'яний відтінок; лігули до 2.5 мм. Суцвіття розподіляється на стовбурі упродовж 3–20 см. Суцвіття жовто-зелені, мають, як правило, кінцевий коротко-ніжковий чоловічий колосок 10–20 мм завдовжки і 2–3 жіночих колоска. Жіночі колоски 7–15 мм завдовжки й 6–8 мм ушир. Однодомна: найвищий колосок майже завжди містить тільки чоловічі квітки, а нижче розміщені колоски містять майже завжди тільки жіночі квітки. Приквітки суцвіття листоподібні. Сім'янки 1.1–1.5 × 0.9–1.2 мм. 2n = 70. Період цвітіння головним чином відбувається в травні–липні. Подібна зовнішнім виглядом до Carex viridula й Carex flava.

## Поширення
Північна Америка: пд. Ґренландія; Північна Африка: Марокко, Азорські острови, Канарські острови, Мадейра; Європа: Австрія, Ліхтенштейн, Бельгія, Люксембург, Велика Британія, Естонія, Латвія, Литва, Чехія, Данія, Фарерські острови, Фінляндія, Франція, Німеччина, Ірландія, Швейцарія, Нідерланди, Іспанія, Ісландія, Італія, колишня Югославія, Португалія, Норвегія, Польща, Словаччина, Швеція. Натуралізований у сх.-пн. частині Північної Америки, Новій Зеландії й Тасманії. Населяє болотисті місця, вологу тундру, вологі луки, мілководдя по берегах, альпійські луки; на висотах 0–3000 м. Зростає на кислих, вапняних і нейтральних субстратах.
Входить до переліку видів, що потребують охорони в межах Львівської області.

## Галерея

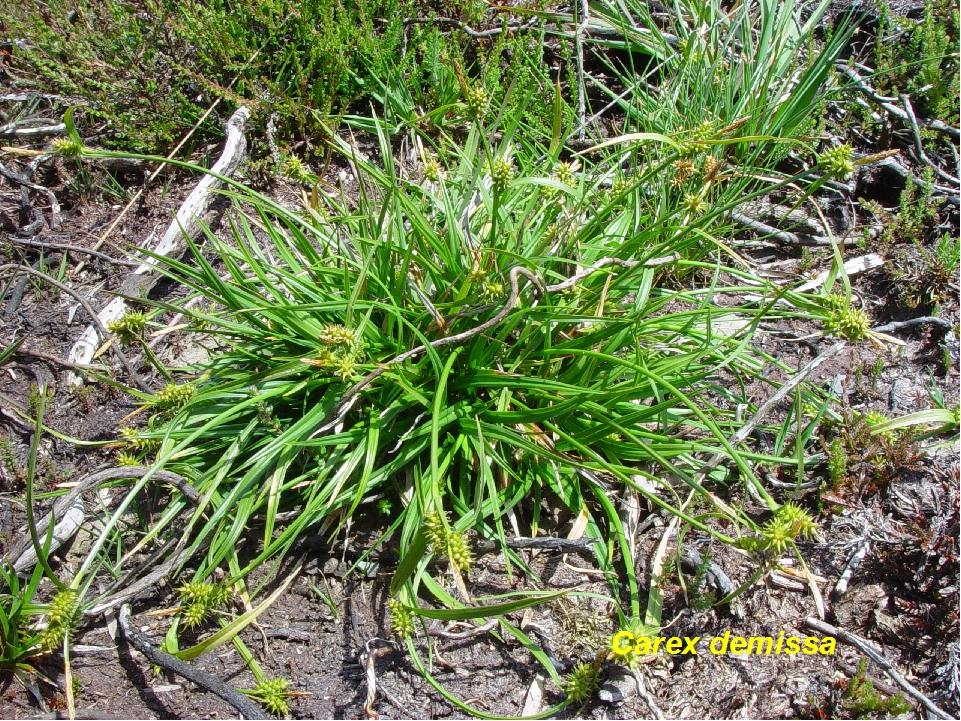
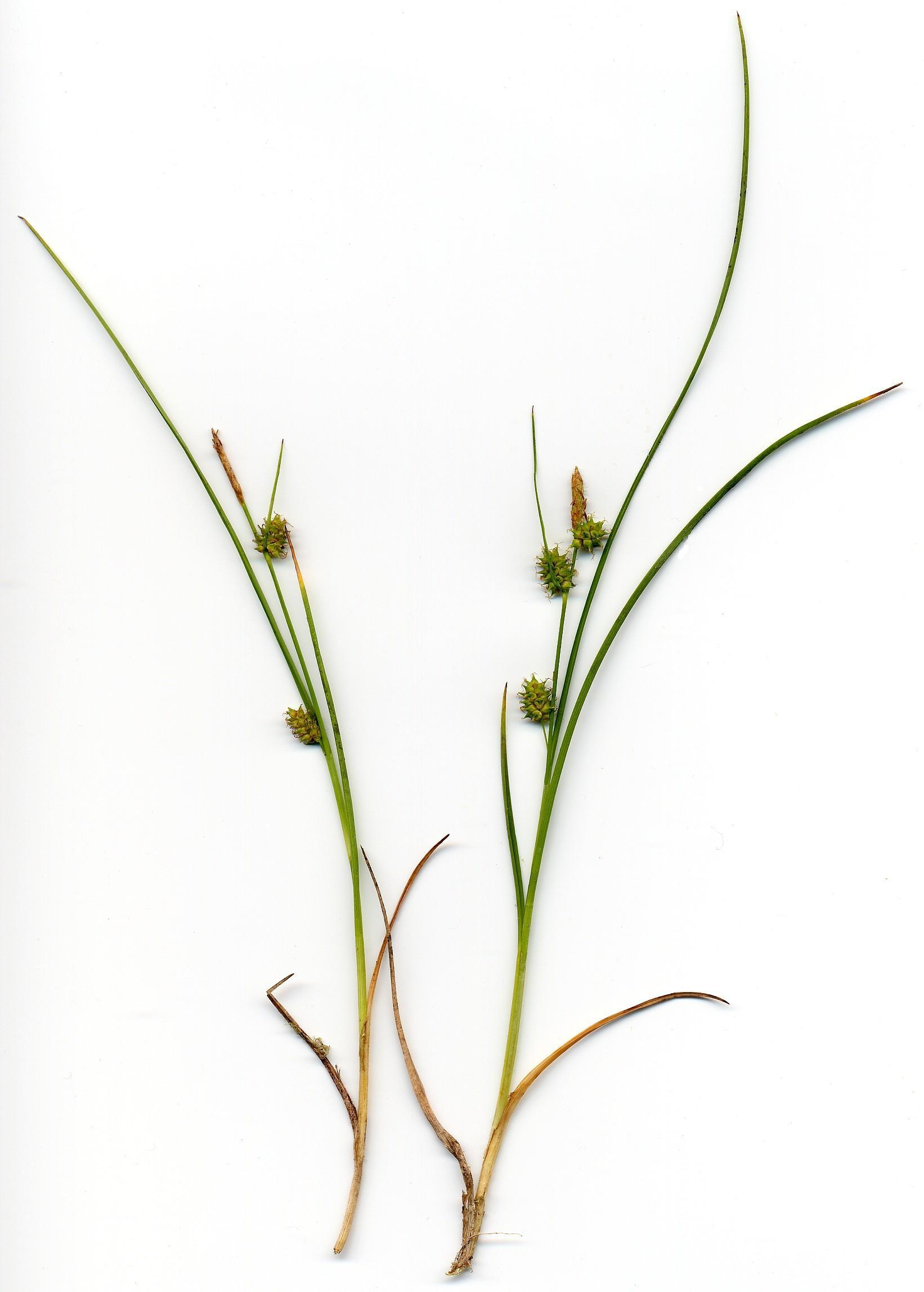
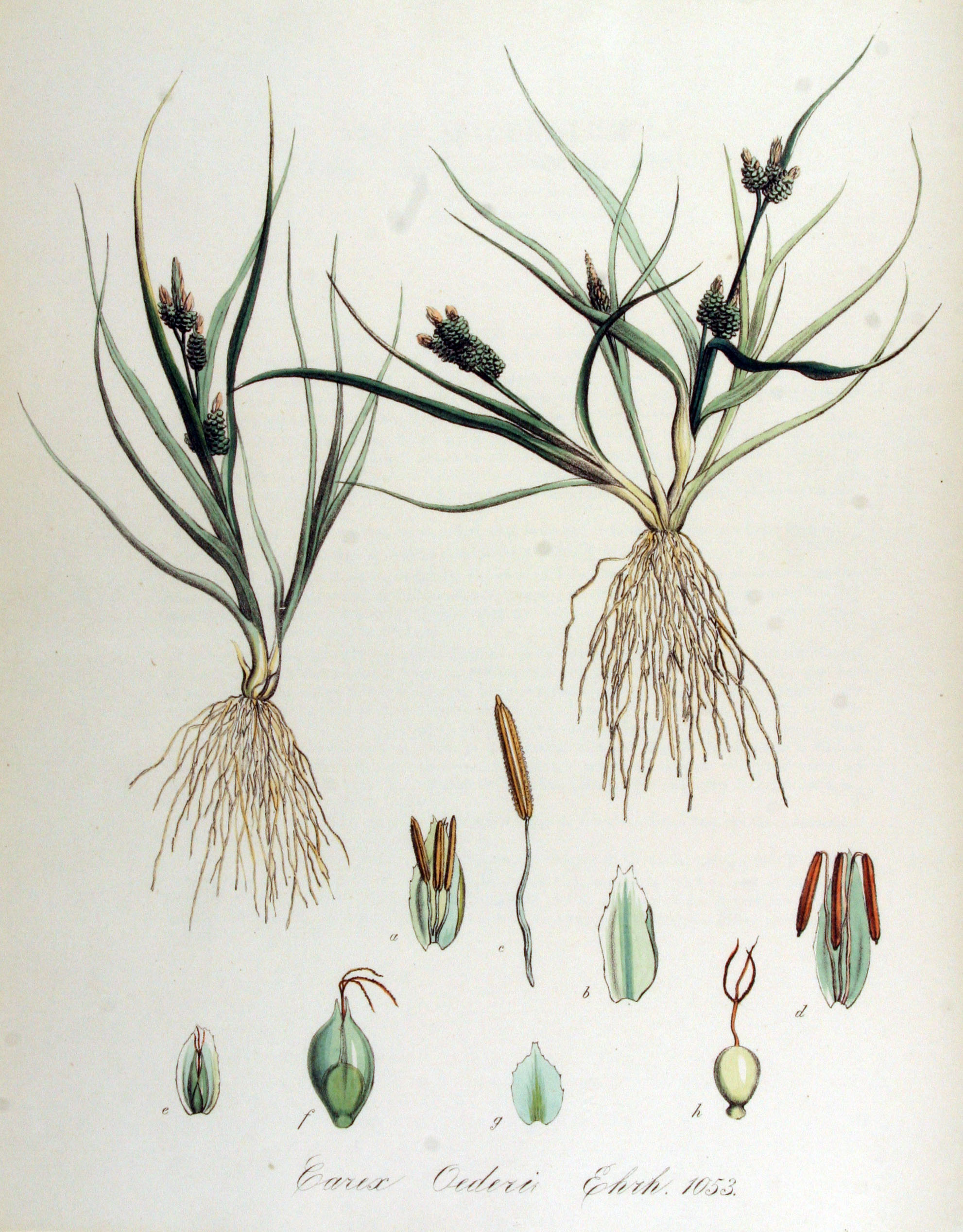